# Psalidoprocne fuliginosa
A Psalidoprocne fuliginosa a verébalakúak (Passeriformes) rendjébe, ezen belül a fecskefélék (Hirundinidae) családjába és a Psalidoprocne nembe tartozó faj. 12 centiméter hosszú. Egyenlítői-Guinea (Bioko-sziget) és Kamerun hegyvidéki területein él. Rovarevő. Októbertől márciusig költ.

## Fordítás
- Ez a szócikk részben vagy egészben  a   Mountain saw-wing című angol Wikipédia-szócikk fordításán alapul.  Az eredeti cikk szerkesztőit annak laptörténete sorolja fel. Ez a jelzés csupán a megfogalmazás eredetét és a szerzői jogokat jelzi, nem szolgál a cikkben szereplő információk forrásmegjelöléseként.